# Ramala
Ramala(en árabe: رام الله rāmallāh, 'Monte de Alá' o 'Monte de Dios', de rām, monte, y ʔAllāh, Dios) es la capital administrativa del Estado de Palestina, situada en Cisjordania, a 15 km al noroeste de Jerusalén. La Oficina Central de Estadísticas de Palestina calculó su población en 42 122 habitantes a mediados de 2021.
Como el resto de Cisjordania, Ramala estuvo bajo ocupación jordana desde la guerra árabe-israelí de 1948 hasta la guerra de los Seis Días de 1967, momento en el que fue ocupada por las tropas israelíes, como el resto del territorio al oeste del río Jordán. En 1994, la gestión de la ciudad fue cedida por Israel a la Autoridad Nacional Palestina (ANP) dentro de los Acuerdos de Oslo, firmados en 1993, siendo desde entonces administrada por ésta con limitaciones. Ramala figuraba como parte del «Territorio A», esto es, una zona bajo control palestino aunque bajo ocupación militar de Israel, que se reserva el derecho a intervenir en cualquier momento.  
Ramala es capital administrativa de Palestina y es famosa por la Muqataa, sede provisional del Gobierno de la ANP. La ANP pretende que la futura capital de la Palestina independiente sea Jerusalén Este, actualmente anexionada y proclamada parte de la capital israelí.
En Ramala también se encuentran las dependencias del presidente de la ANP Mahmud Abás.

## Geografía
Ramala se encuentra a 16 km al norte de Jerusalén. Está situada en unos montes que la rodean al este y al sur, y se extiende a una altitud de entre 830 y 880 msm.
El área metropolitana de Ramala incluye las ciudades vecinas de Al-Bireh, al noreste, y Beitunia, al suroeste. Las tres ciudades conforman un tejido urbano continuo, compuesto de tres municipios independientes.

### Clima
Ramala tiene un clima mediterráneo templado por las brisas marinas húmedas que llegan del mar. Esta humedad es a su vez mitigada por la altitud de la ciudad. En invierno, la ciudad recibe vientos y lluvias del suroeste que alternan a veces con vientos fríos y secos del noreste. En abril soplan principalmente vientos del sur, secos y polvorientos, que proceden del desierto y que se paran al acercarse el verano. Al final del verano y principio del otoño soplan vientos templados que ayudan a la maduración de las uvas y de los higos que abundan en la región.
La temperatura media oscila entre 5 y 25 °C a lo largo del año. Raras veces supera los 35 °C en verano y apenas baja a 0 °C en invierno. La precipitación media está en torno a los 500 ml al año.

## Historia

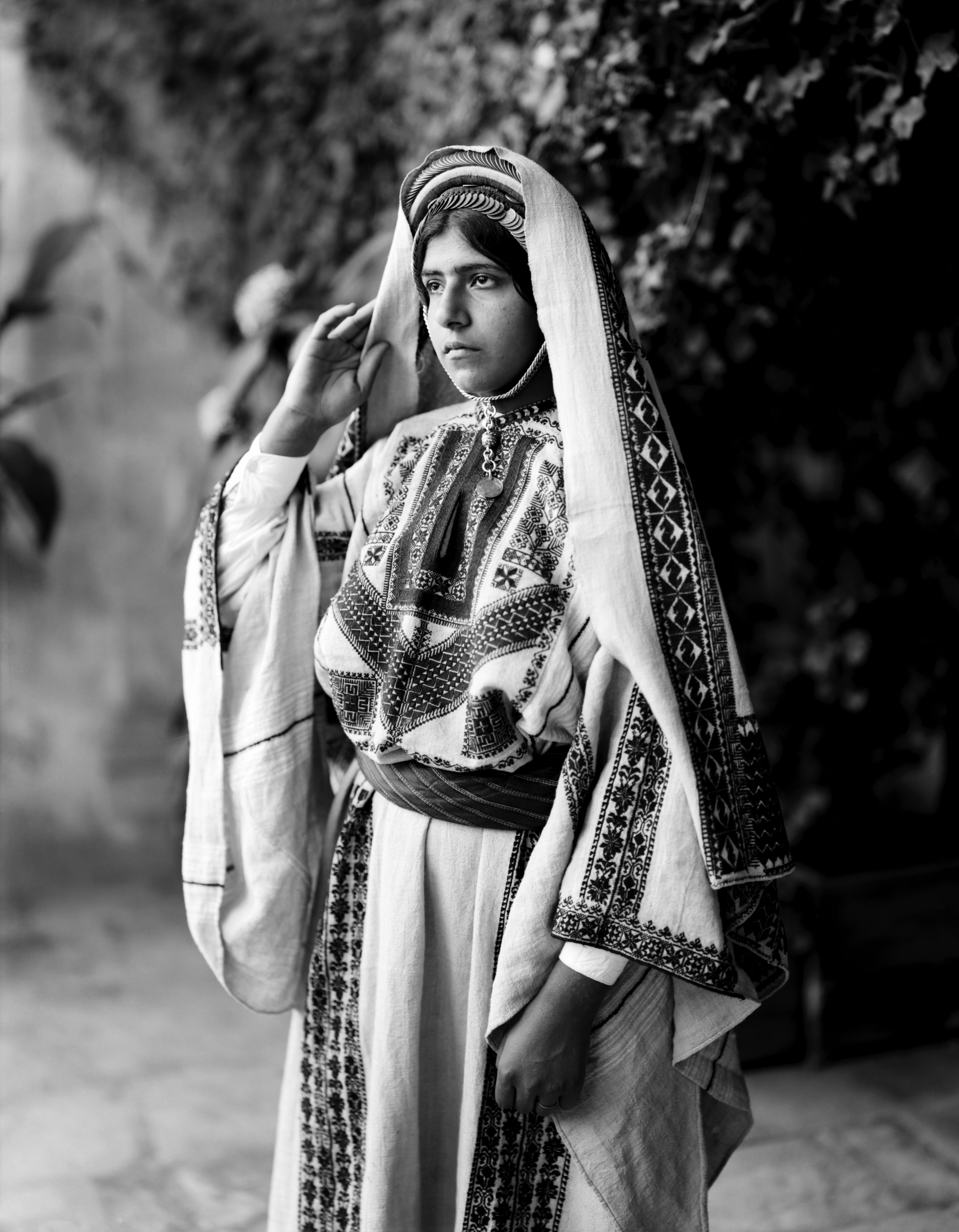
Mujer de Ramala en traje de novia, entre 1898 y 1914.

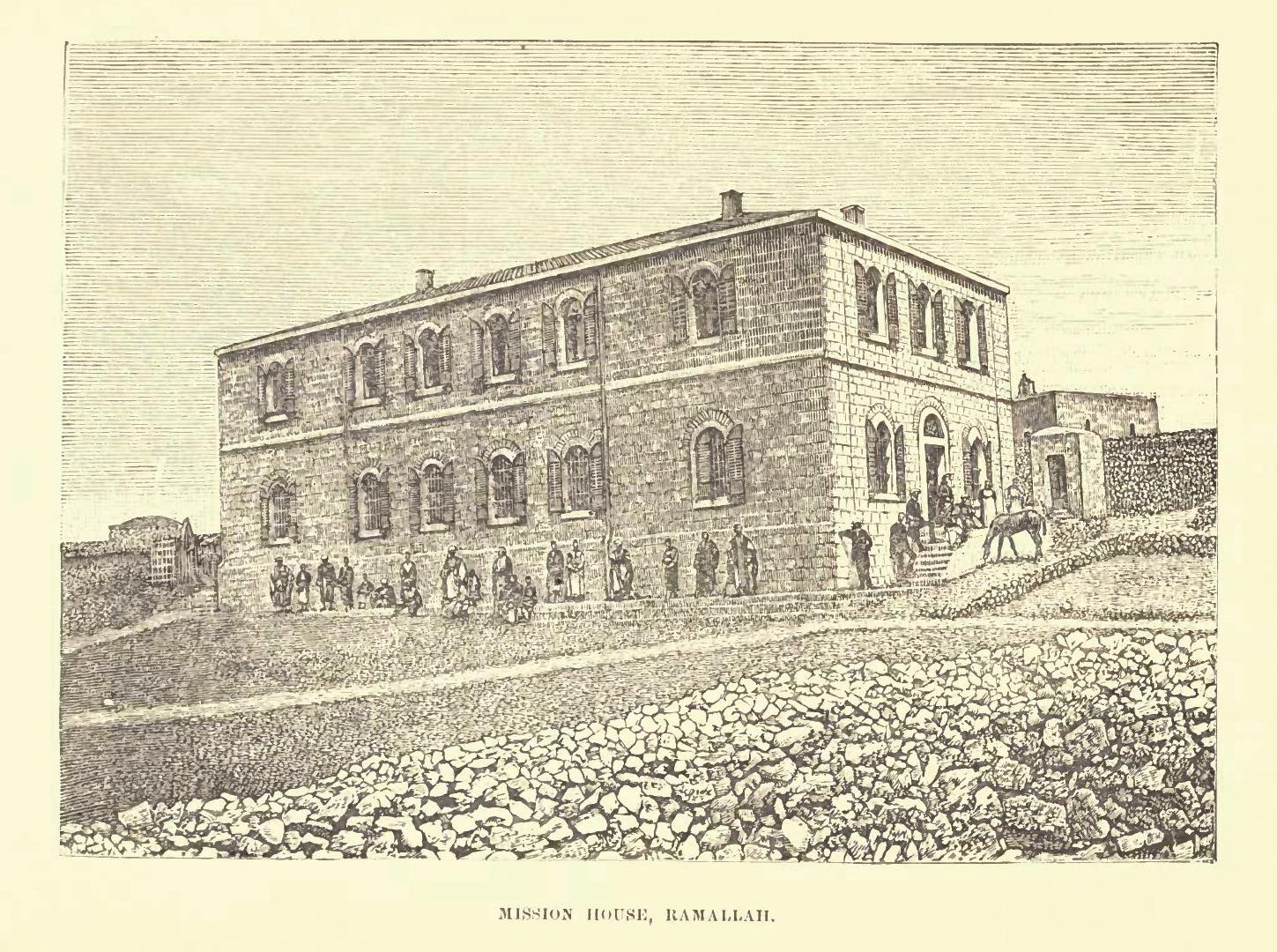
Edificio de la misión cuáquera de Ramala, ca. 1880.

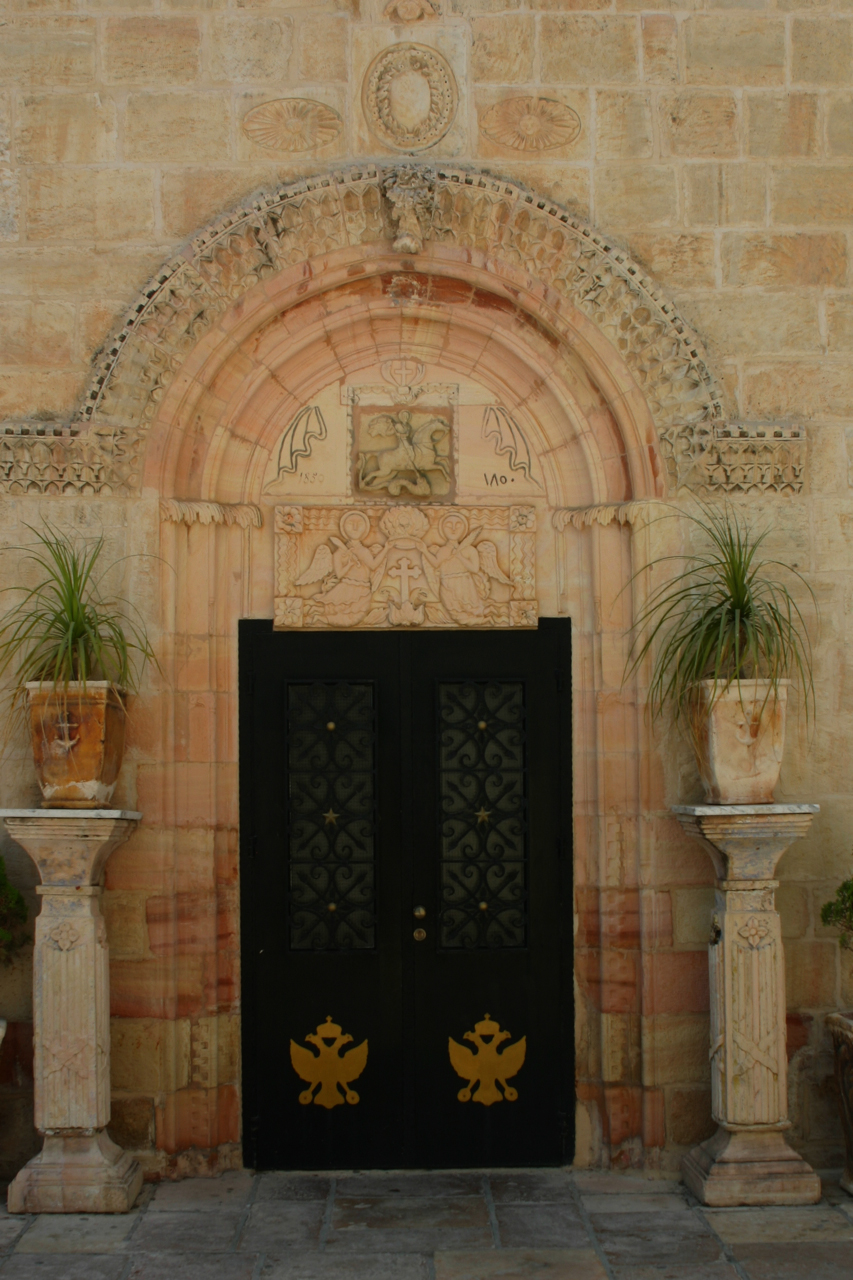
Una de las puertas de acceso a la iglesia de la Epifanía, de rito ortodoxo, reconstruida en 1852.

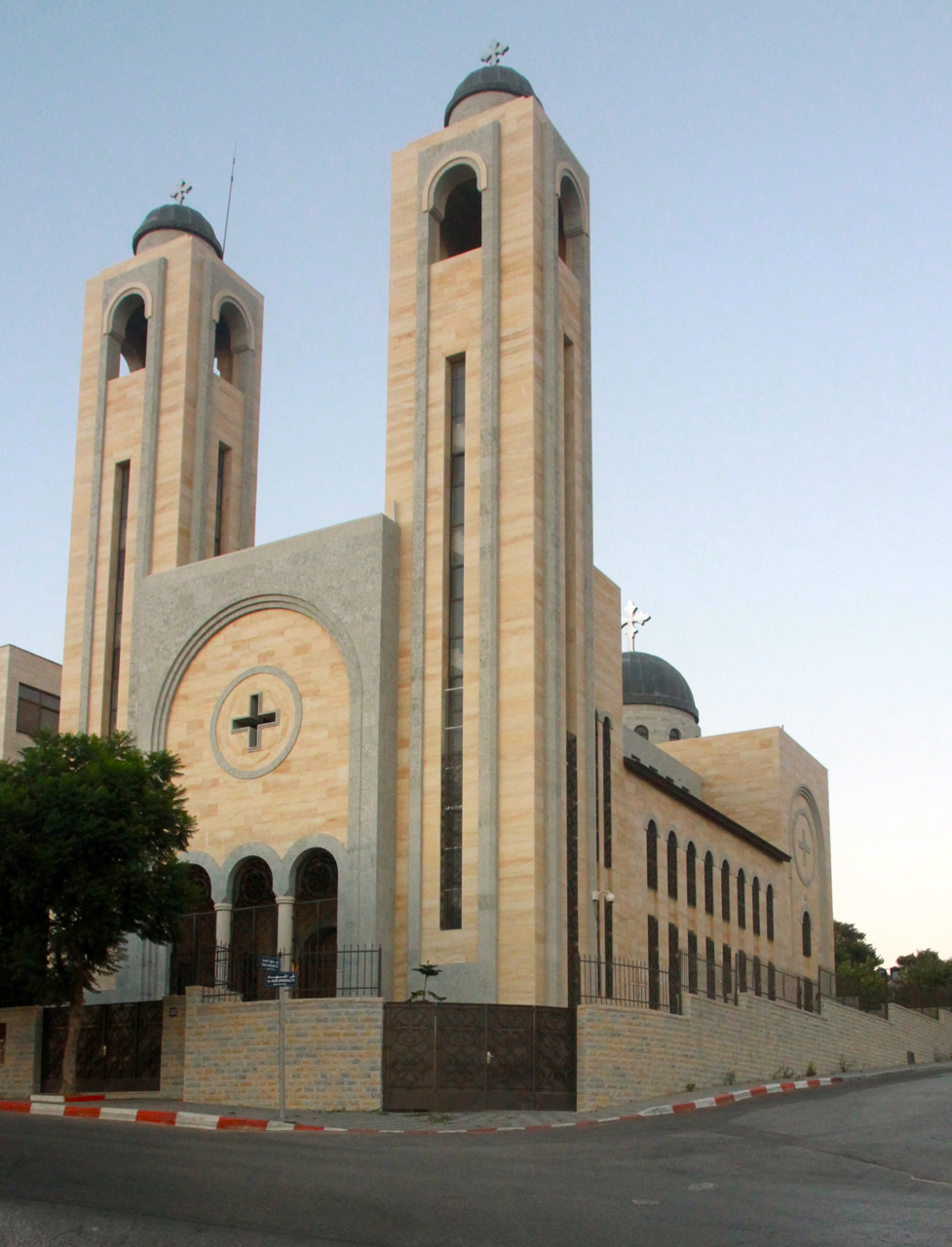
Iglesia de rito ortodoxo copto de Ramala.

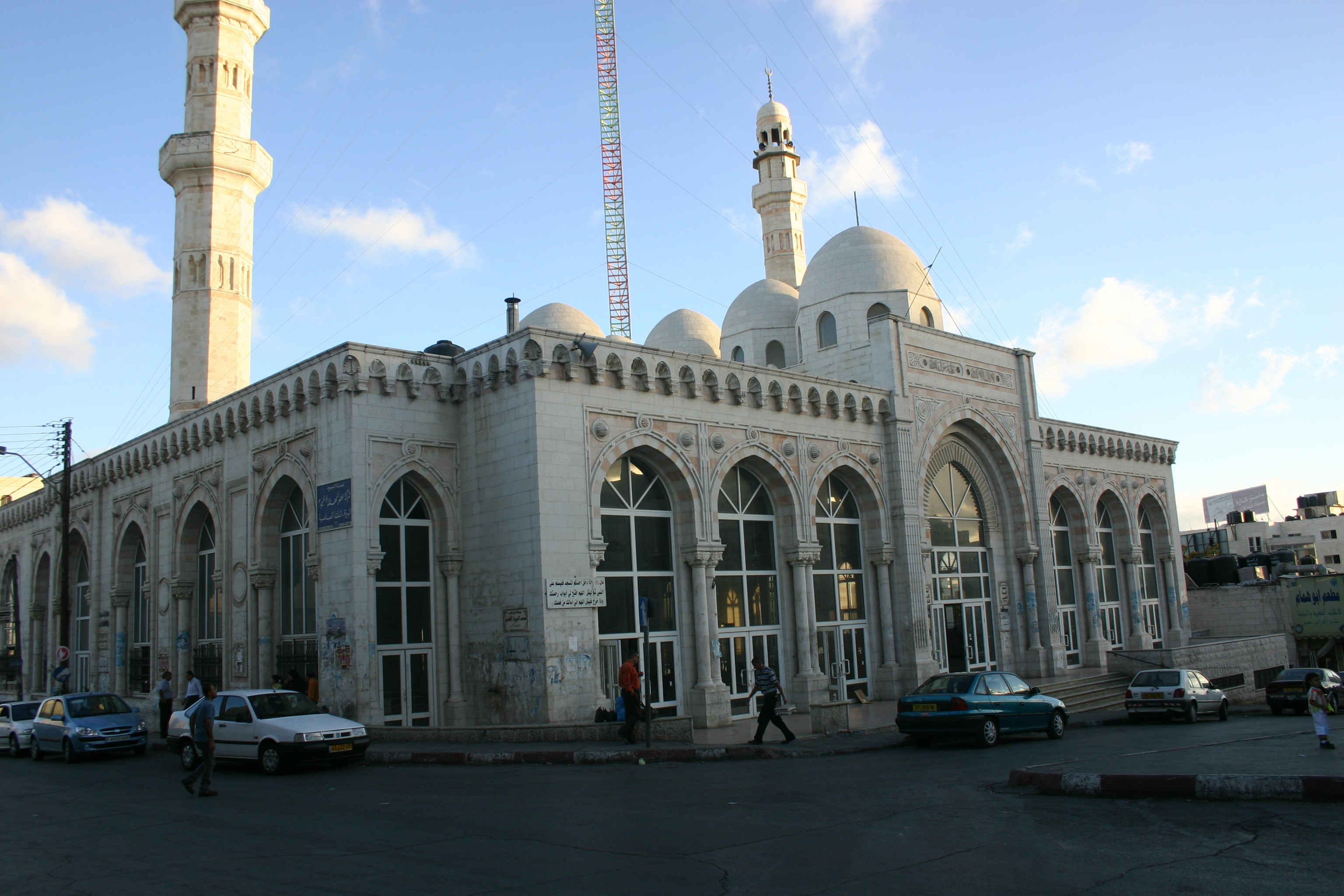
Mezquita Gamal Abdel Nasser.

### Orígenes
La Ramala moderna fue fundada a mediados del siglo XVI por los Al-Haddadin (en árabe: الحدادين) un clan familiar descendiente de los árabes cristianos Ghasánidas. Los Al-Haddadin, dirigidos por Rashed Al-Haddadin, llegaron desde los alrededores de lo que hoy es la ciudad jordana de Shawbak, al este del río Jordán.
La migración de los Al-Haddadin se atribuye a enfrentamientos entre los clanes y tensiones en esa zona. Según la leyenda local, Rashed Al-Haddadin acogió al Emir Diab Ibn Qaysum, jefe de un clan poderoso musulmán en la región. Cuando la esposa de Rashed dio a luz a una niña el Emir propuso, según la costumbre, como esposo a su propio hijo, cuando este cumpliera la mayoría de edad a pesar de las diferencias religiosas. Rashed creyó que la propuesta no era firme, debido a que los matrimonios entre musulmanes y cristianos no eran habituales. Cuando más tarde el Emir exigió a los Al-Haddadin que cumplieran su promesa, se negaron. Esto condujo a una guerra sangrienta entre las dos familias. Los Al-Haddadin emigraron hacia el oeste y se asentaron en las colinas de Ramala, en donde sólo unas pocas familias musulmanas vivían en ese momento. Hoy en día, la ascendencia de algunos residentes de Ramala puede remontarse hasta los Al-Haddadin.

### Período otomano
Ramala fue creciendo a lo largo los siglos XVII y XVIII como un pueblo agrícola, atrayendo a habitantes, mayoritariamente cristianos, de la región. En 1700, Yacoub Elías fue el primer habitante de Ramala en ser ordenado sacerdote por la Iglesia Ortodoxa Griega, en aquella época la principal iglesia cristiana de la región. En 1807 se construyó la primera iglesia árabe ortodoxa. En 1850 fue sustituida por la Iglesia de la Transfiguración, de mayor planta, que es la única iglesia ortodoxa que subsiste en Ramala en el siglo XXI. En esa misma década, se estableció una Iglesia católica que constituye la segunda mayor construcción cristiana de la ciudad. La Iglesia católica fundó la Escuela Femenina de San José (Saint Joseph's Girl's School'), así como la escuela secundaria Al-Ahliyyah para chicos y chicas.
En 1901 finalizaron las obras de construcción de la carretera que une Jerusalén con Nablus, una carretera transitable para vehículos.
En 1902 las autoridades turcas crearon la provincia de Ramala, a cargo de Ahmad Murad, su primer gobernador, que emprendió una serie de reformas civiles; reagrupaba a 30 pueblos. El municipio de Ramala fue creado en 1908, con un gobierno municipal elegido y compuesto por representantes de cada clan familiar. Estableció proyectos conjuntos con el municipio vecino de Al-Bireh.
En 1905, la carretera que une Jerusalén con Naplusa y que pasa por Ramala fue ensanchada y pavimentada.
Durante la Primera Guerra Mundial, algunos habitantes se unieron al ejército turco. En 1915, una plaga de langostas asoló Palestina y destruyó todos los cultivos de Ramala. En 1916, la ciudad sufrió una epidemia de fiebre tifoidea en la que 30 % de la población murió. Las fuerzas británicas ocuparon la ciudad en 1917 y convirtieron provisionalmente en hospital la escuela masculina cuáquera, Friends Boys School. Tras la contienda, la ciudad pasó a depender de la administración británica a partir de 1920, año del establecimiento del Mandato Británico de Palestina.

#### Comunidad cuáquera
Una de las comunidades religiosas más destacadas que se establecieron en Ramala en el siglo XIX fue la de los cuáqueros o Sociedad Religiosa de los Amigos. Crearon varias escuelas para niñas a partir de 1869, así como una clínica en 1883. En 1889 fundaron la Escuela Femenina de los Amigos (Friends Girls School), llamada entonces Girls Training Home of Ramallah (Hogar de Formación Femenina de Ramala). Como esta escuela disponía de un internado, atrajo desde el primer año a chicas de otras comunidades como Jerusalén, Lydda, Jaffa y Beirut. A finales del siglo la escuela se había ampliado para ofrecer estudios primarios y secundarios. En 1901 se creó un establecimiento similar para niños, y a partir de 1902 se crearon las primeras clases mixtas. Se construyó un edificio nuevo para albergar el centro escolar para chicos, el Friends Boys School, que se inauguró en 1914 pero no fue utilizado como escuela hasta 1918, después de la Primera Guerra Mundial. En 1910 los cuáqueros crearon el Friends Meeting House, una casa común para rezos, en el centro de Ramala. En el siglo XXI estos tres establecimientos siguen siendo sitios de referencia de la ciudad, y los centros escolares cuáqueros han adoptado el nombre de Escuelas de los Amigos de Ramala (Ramallah Friends Schools).
El establecimiento de estas instituciones cuáqueras y católicas reforzó la identidad cristiana de Ramala y determinó en parte su desarrollo como ciudad mercantil y centro administrativo. En este aspecto, se diferenció socialmente y económicamente de la ciudad limítrofe de Al-Bireh al beneficiarse de mejores oportunidades educativas, y se convirtió en el lugar de residencia preferido de las clases medias palestinas. Las actividades de estas iglesias cristianas estrechamente conectadas con el extranjero empezaron también a despertar en muchos habitantes el deseo de buscar una vida mejor lejos de la región. En 1901 un primer grupo de habitantes de Ramala emigró a los Estados Unidos, seguido de otro grupo en 1903.

### Mandato británico
En la década de 1920 Ramala conoció un boom económico que mejoró sensiblemente las condiciones de vida de las clases más pudientes. La prosperidad económica propició a su vez la expansión de la ciudad y su transformación urbanística. Se levantaron edificios modernos a lo largo de las principales arterias de la ciudad, que aún se pueden ver. El auge de la construcción duró hasta muy entrada la década de 1930, atrayendo a muchos obreros y artesanos. Un número significativo de residentes eran también empleados de la administración británica. De 1922 a 1944 Ramala dobló su población, que pasó de 3104 a 6300 habitantes.
Los emigrantes de los Estados Unidos establecieron sociedades de importación e exportación, creando un flujo comercial transatlántico para los productos locales. El historiador Azeez Shaheen estima que en 1946, aproximadamente 1500 residentes de Ramala habían emigrado a Estados Unidos.
En 1936, la Compañía Eléctrica de Jerusalén (Jerusalem Electric Company) extendió su red a Ramala y a Al-Bireh, y en poco tiempo la mayoría de los hogares estuvieron equipados con luz eléctrica. El alumbrado de las calles se operaba desde un panel eléctrico colocado en un poste situado en la carretera que separaba ambos municipios. El poste (que estuvo en funcionamiento hasta 1940) fue puesto al cargo del ayuntamiento de Ramala, y el lugar pasó a ser llamado al-Manara, «el faro», nombre de la futura plaza principal de la ciudad.
Al estallar la revuelta palestina de 1936-1939, las autoridades británicas decidieron construir una Muqata’a, un conjunto independiente de edificios para albergar sus oficinas, despachos y una cárcel. La situaron a unos 800 metros de al-Manara, y ensancharon todas las carreteras de acceso a fin de facilitar el tránsito de los vehículos militares en caso de nuevas revueltas en el distrito de Ramala.
Las autoridades británicas inauguraron en 1946 en Ramala el Palestine Broadcasting Service (PBS), una emisora de radio que emitía diariamente en árabe, hebreo e inglés. La BBC se encargó de formar el personal, y en Ramala se encontraban su primer estudio y una potente antena de transmisión.

### Consecuencias de la guerra de 1948
Tras la guerra árabe-israelí de 1948-1949, Ramala quedó al este de la Línea Verde –nombre dado a la línea de demarcación de las fuerzas en combate—, y quedó bajo control jordano en virtud del armisticio firmado por Israel y Jordania.
El éxodo masivo de los palestinos desplazados a consecuencia de la guerra de 1948 —llamado nakba en árabe—, marcó un punto de inflexión en la evolución de Ramala, así como de la cercana Al-Bireh. En el verano de 1948, miles de refugiados palestinos expulsados de los pueblos conquistados por las fuerzas israelíes llegaron a Ramala y Al-Bireh. Procedían en su mayoría de Lydda, Ramla, Jaffa y de las aldeas circundantes, y en menor medida de varios pueblos de la costa mediterránea. Ramala dobló su población; un censo organizado por las autoridades jordanas en 1953 registró que 67 % de los 13 500 habitantes de Ramala eran refugiados. La nakba cambió la proporción de cristianos y musulmanes a favor de estos últimos, y aceleró el ritmo de la emigración, principalmente a los Estados Unidos. Según el historiador Azeez Shaheen, en 1960 había en los Estados Unidos 4000 personas nacidas en Ramala.
Los refugiados fueron realojados al poco tiempo en dos campos de refugiados: el de Jalazone al norte de Ramala, y el de Am'ari en Al-Bireh, ambos gestionados por la recién creada Agencia de Naciones Unidas para los Refugiados de Palestina en Oriente Próximo (UNRWA). El tercero, el campo de Qaddura, se levantó junto al centro de Ramala.

### Anexión por Jordania

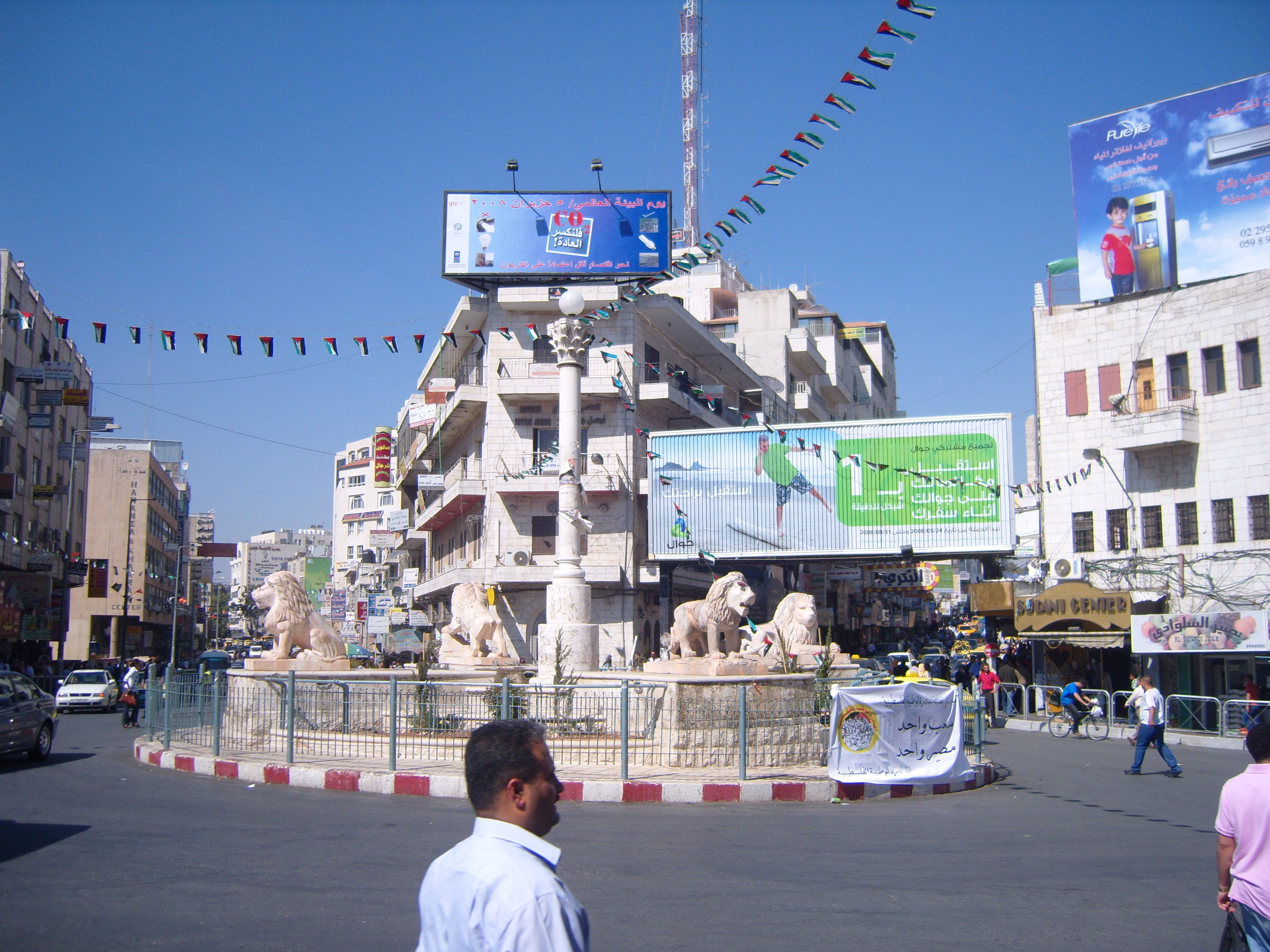
Plaza al-Manara, en el centro de Ramala.

Como consecuencia de la Conferencia de Jericó en diciembre de 1948, Jordania anexionó Cisjordania al reino hachemita en 1950. La mayoría de los palestinos aceptaron la decisión, no sin cierta resignación, pero un grupo de notables de Ramala y de Jerusalén discreparon ya que no querían abandonar sus reivindicaciones sobre el territorio de Palestina ni que la anexión consolidase la partición de Palestina. Jordania sustituyó la administración militar por una administración civil y los habitantes de Ramala, como los de toda Cisjordania, recibieron la nacionalidad jordana. A partir de las elecciones generales de 1950, tuvieron diputados en el parlamento y en el senado de Jordania en Amán, en representación del distrito de Ramala.
En 1951, el viejo poste eléctrico de al-Manara fue sustituido por un monumento que la municipalidad de Ramala encargó a un artista local. Constaba de cinco cabezas de leones, simbolizando las cinco familias descendientes del fundador de la ciudad, Rashed Al-Haddadin, y colocadas en un pilar de piedra rodeado de fuentes y parterres de flores protegidos por una verja de metal. Este monumento fue eliminado durante la ocupación israelí, guardado en un almacén municipal, y reubicado en lo que es hoy la plaza del Reloj. Un nuevo monumento, inspirado en el original y formado por cuatro leones alrededor de una columna, fue creado en 2000 y colocado de nuevo en la emblemática plaza de al-Manara.
Durante el período jordano, Ramala se convirtió en un destino turístico gracias a su clima agradable, particularmente en verano.

### Ocupación por Israel
Tras la derrota del ejército jordano en la guerra de los Seis Días de junio de 1967 Ramala, al igual que toda Cisjordania, pasó a ser ocupada militarmente por Israel.

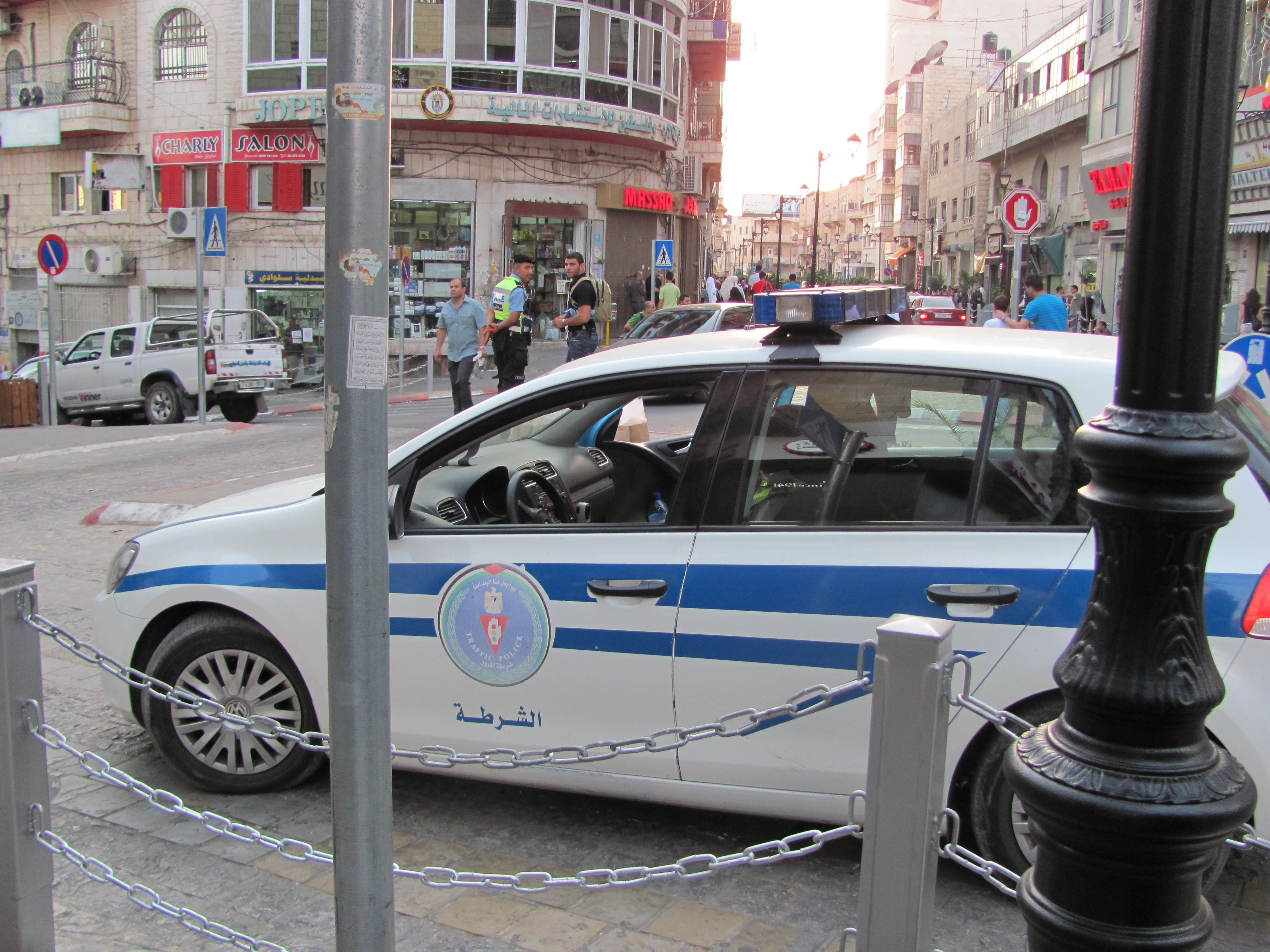
Policía palestina en el centro de Ramala.

Los habitantes de Ramala estuvieron entre los primeros impulsores de la Primera Intifada. "La Intifada, Unificación del Liderazgo", una organización que agrupa a varias facciones palestinas, distribuyó boletines semanales en las calles de Ramala, con horarios de las protestas diarias, las huelgas y la acción contra las patrullas israelíes en la ciudad.

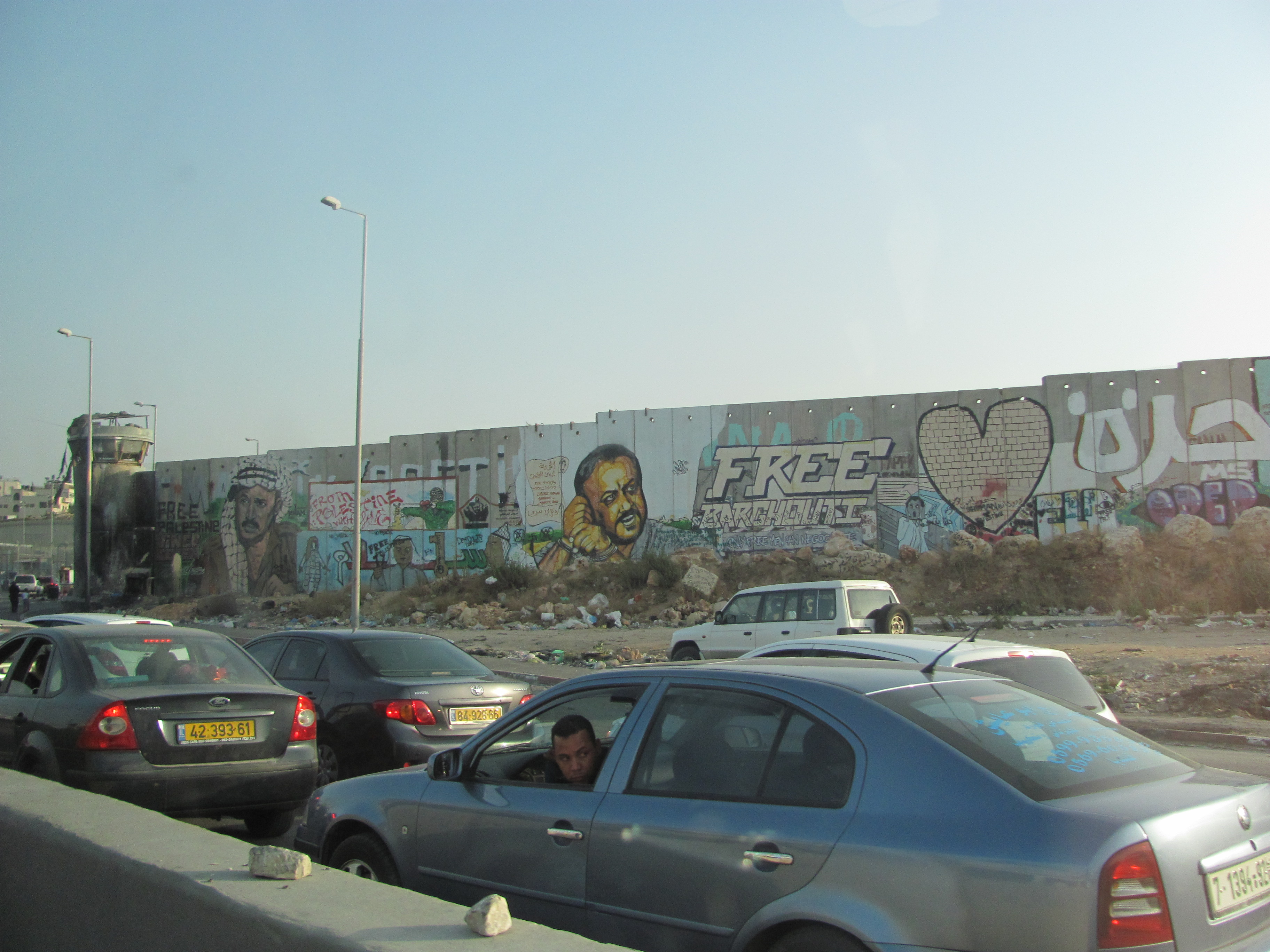
Vista del Muro que separa Jerusalén y Ramala desde el lado palestino, con pintadas a favor de la liberación de Palestina y un homenaje a Yasser Arafat.

En las últimas décadas del siglo XX, con la llegada de los musulmanes, los refugiados cristianos y la migración interna, se construyeron nuevas mezquitas e iglesias, como la Iglesia Católica Melkite, la Iglesia Luterana, Iglesia Árabe Episcopal Árabe Anglicana, y La Iglesia Bautista de Ramala.
Los años entre 1993 y 2000 (conocido localmente como "los años de Oslo") trajeron una relativa prosperidad a Ramala. Muchos expatriados volvieron a establecer sus negocios allí y el ambiente era de optimismo. En 2000, el desempleo comenzó a subir y se redujo la economía de Ramala. La Fuerza de Defensa de Israel mantuvo el control de los territorios, la libertad de movimiento que disfrutaban los residentes de Ramala antes de la Primera Intifada, no fue devuelta.
Ramala ha sido descrito como el centro de poder de la Autoridad Palestina y sirve como la sede de las ONG internacionales y embajadas. Cientos de millones de dólares en ayuda que fluye en la ciudad han impulsado la economía de Ramala desde el final de la segunda Intifada.
El auge de la construcción Ramala es uno de los signos más evidentes del crecimiento económico en Cisjordania, estimado en una tasa anual del 8 %. Esto se ha atribuido a la estabilidad relativa y el apoyo de los donantes occidentales a la Autoridad Palestina. Economía boyante, Ramala sigue atrayendo a los palestinos de otras ciudades de Cisjordania donde los empleos son menos. El casco urbano se ha quintuplicado desde 2002.

## Instituciones culturales
- Biblioteca Nacional de Palestina
- Teatro y filmoteca Al-Kasaba
- Centro cultural franco-alemán de Ramala
- Centro cultural Khalil Sakakini

## Instituciones religiosas
Aunque Ramala fue históricamente una ciudad cristiana, los musulmanes actualmente constituyen la mayoría de la población (75 %). La mezquita Gamal Abdel Nasser es la más grande de Ramala y una de las más modernas, y su nombre fue dado en honor al presidente egipcio, impulsor del panarabismo. La iglesia de la Transfiguración, un convento ortodoxo, la iglesia greco-católica melquita, la iglesia luterana, la iglesia árabe episcopal de Jerusalén y de Oriente Medio (anglicana), la Iglesia Local de Ramala (evangélica) y la Iglesia bautista de Ramala tienen todas establecimientos de educación en la ciudad. La Iglesia ortodoxa copta ha construido una nueva iglesia en lo alto de una de las colinas más altas de Ramala. También está presente una pequeña comunidad de testigos de Jehová.